# رويس إبرسدورف

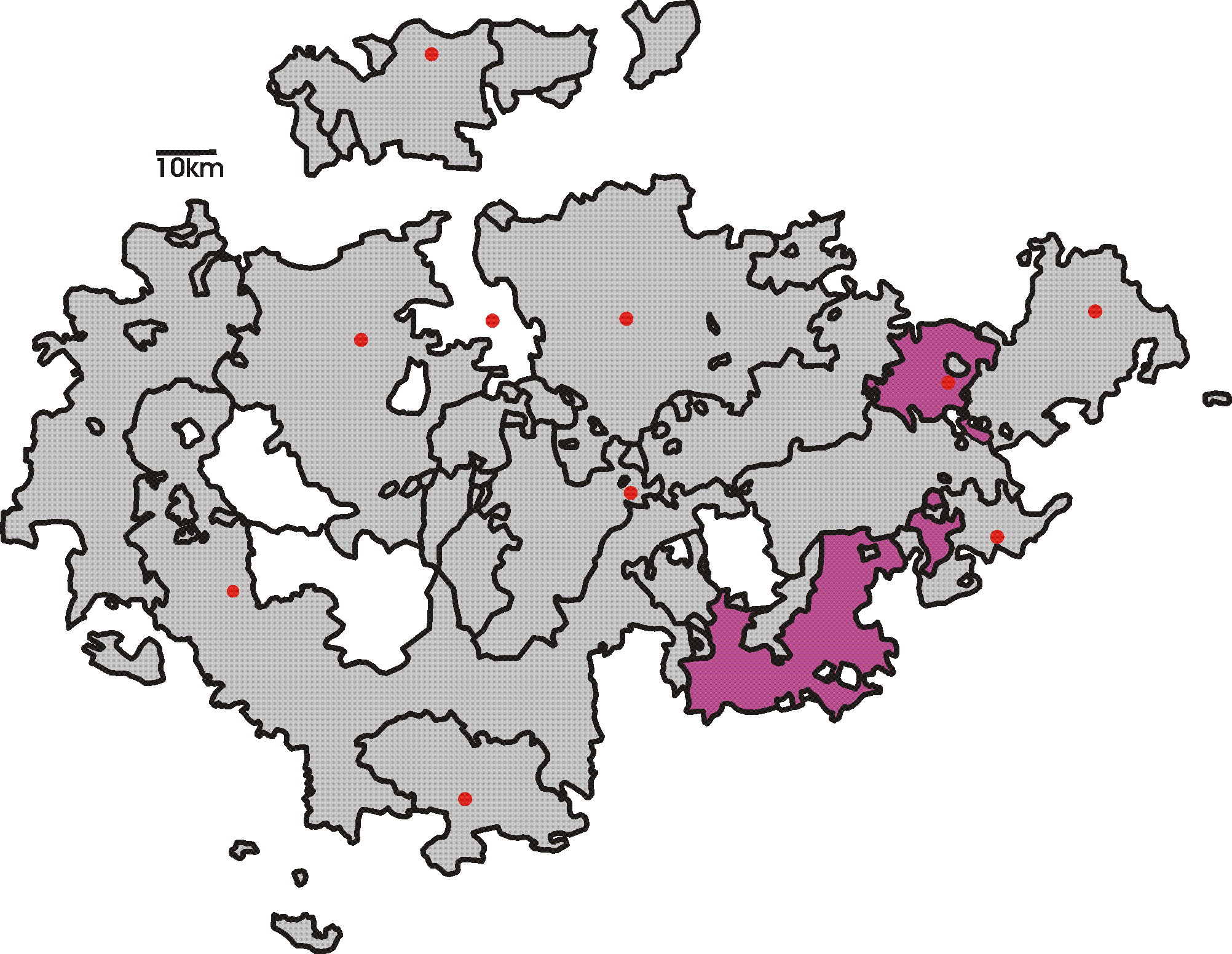

رويس إبرسدورف (بالألمانية: Reuß-Ebersdorf) كونتية وإمارة من عام 1806 في ألمانيا. ينتمي كونتات رويس إبرسدورف إلى خط رويس الأصغر. كانت رويس على التوالي جزءاً من الإمبراطورية الرومانية المقدسة، واتحاد الراين، الاتحاد الألماني، الاتحاد الألماني الشمالي، الإمبراطورية الألمانية، وجمهورية فايمار قبل أن تصبح جزءا من ولاية تورنغن في عام 1920.